# Pozemkový fond České republiky
Pozemkový fond České republiky byl jedním ze státních fondů České republiky. Zřízen byl na základě zákona č. 569/1991 Sb., o Pozemkovém fondu České republiky, a jeho hlavní činností byla správa a převod zemědělského majetku českého státu na soukromé osoby (privatizace) a vydávání náhradních pozemků restituentům (o jejich nároku rozhodoval Pozemkový úřad). Ke dni 31. prosince 2012 zrušen a nahrazen nově vzniklým Státním pozemkovým úřadem (SPÚ), který převzal jeho agendu.

## Organizační struktura
Statutárním orgánem fondu byl ředitel (dříve předseda desetičlenného Výkonného výboru), kterého jmenovala a odvolávala vláda na návrh ministra zemědělství. Na činnost a hospodaření Pozemkového fondu dohlížela dozorčí rada (dříve Prezidium Pozemkového fondu), jejíchž sedm členů volila na dobu pěti let Poslanecká sněmovna. Podrobnosti o činnosti PF ČR stanovil jeho statut, který schvalovala také Poslanecká sněmovna.

### Pracoviště
Fond sídlil v Praze, nejdříve Ve Smečkách 33 na Václavském náměstí, později na Žižkově – Husinecká 1024/11a.
Administrativu a metodické řízení vykonávaly příslušné sekce, později odbory, a jejich oddělení na ústředí v Praze. Vlastní činnost vykonávala územní (a nejprve také detašovaná) pracoviště (ÚP PF ČR) v rámci okresů. Postupně (s prodanými pozemky) docházelo ke slučování pracovišť až na Krajská pracoviště (KP), s odůvodněním sloučení struktury s Pozemkovým úřadem. Ten si však okresní strukturu ponechal, a tak měl Státní pozemkový úřad po roce 2013 jak krajská pracoviště (KPÚ), tak odloučená pracoviště v rámci okresů.

### Předsedové VV a ředitelé PF ČR
- Jan Mrázek (předseda VV PF ČR 4/1993–1/1994)
- Karel Mach (předseda VV PF ČR 6/1994–10/1997) vzdal se pro souběh poslaneckých funkcí[2]
- Josef Miškovský odstoupil (-12/2005)[3]
- Jiřina Böhmová (2/2006–11/2007)
- Pavel Brandl (předseda VV PF ČR 11/2007–1/2009) odstoupil z osobních důvodů, poté 1. místopředseda[4]
- Radim Zika (předseda VV PF ČR 1/2009–3/2010, ředitel PF ČR 3/2010–6/2012) rezignace v červnu 2012 (1. náměstek Petr Šťovíček pověřený vedením)[5]
- Petr Šťovíček (Pověřený vedením PF ČR 6–12/2012)[6]

### Prezidium a Dozorčí rada
Prezidium
- 2000: (předseda Josef Lux)
- 2001: 7 členů (Jan Fencl, Stanislav Kozák,)[7]

Dozorčí rada
- 2002: (předseda Jaroslav Palas)
- 2005: (místopředseda Pavel Rybníček, členové: Jiří Hladík, Jan Kender, Martin Kocourek, Zuzana Moravčíková, František Střeleček, Milada Fritzová, Karel Večeře)
- 2006: (předseda Jiří Drda)[8]
- 2010: (členové: Jan Grůza, Tomáš Havlíček)
- 2011: (předseda Jiří Papež, členové: Petra Gazdík, Martin Vacek)[9]

### Zánik PF ČR
Pozemkový fond České republiky byl ke dni 31. prosince 2012 zrušen zákonem č. 503/2012 Sb., o Státním pozemkovém úřadu, sloučen s Pozemkovým úřadem (PÚ) a nahrazen nově vzniklým Státním pozemkovým úřadem (SPÚ), který převzal jejich agendu.

## Správa majetku
PF ČR spravoval státní zemědělské (ojediněle i lesnické) pozemky a stavby podle zákona o půdě (229/1991) i zemědělské pozemky neznámých vlastníků. Státní zemědělské pozemky přešly do správy PF ČR ze zákona od roku 1991. Podle zákonných podmínek a návazných metodických pokynů PF ČR bylo možné pozemky za úplatu pronajímat, případně na nich zřizovat věcná břemena. V případě staveb šlo například o zemědělské areály, nebo o bytové domy (bytovky) zaměstnanců (zemědělců).
Od roku 1991 byly v průběhu let pozemky od státních organizací přepisovány v evidenci katastru nemovitostí u katastrálních úřadů na (speciální) list vlastnictví č. 10002 (vlastnictví ČR – správa PF ČR) a další LV v případě spoluvlastnických podílů. Ani dvě desítky let však nestačily k prověření vlastnictví státu a dohledání potřebných listin u všech pozemků, neboť již prověřené pozemky byly buď nepřevoditelné (dle § 2 zákona č. 95/1999 Sb.), nebo v rámci stanovených úkolů (výměr) odstátněné. Tato činnost pokračovala i u nástupnického Státního pozemkového úřadu.
Několikrát došlo také k hromadnému předání zemědělských pozemků od Úřadu pro zastupování státu ve věcech majetkových (ÚZSVM) – dříve finanční referáty Okresních úřadů, které paradoxně pozemky před rokem 1989 zestátňovaly (zabavovaly lidem), nebo jim pozemky připadaly odúmrtí a poté je předávali dalším příslušným organizacím.

## Převody pozemků
Převody zemědělských pozemků, které měl PF ČR ve správě podle zákona o půdě (č. 229/1991 Sb.), realizoval především podle zákona o prodeji půdy (č. 95/1999 Sb.), který upravoval také souběh a přednosti žádostí podle zákona o půdě (výdej náhradních pozemků pro restituenty), podle zákona o privatizaci (č. 92/1991 Sb.; privatizace zemědělských areálů) a zákona o Pozemkovém fondu ČR. Jinak nebylo pozemky možné převádět. Uvedené zákony měly řadu novel, zpravidla jednu ročně.

### Aféra převodů ve zvláštním režimu
Jedno z rozhodnutí Prezidia PF ČR (7. června 2005) umožnilo ve vší tichosti, v souvislosti s restituční tečkou (plán k 31. 12. 2005 a následný návrh na prodloužení do 31. 12. 2009), připraveným restituentům a spekulantům (pozemky získali např. Karel Wimětal z Brna, Gabriel Večeřa, Václav Benedikt a Richard Kirnig), jak s vlastními původními tak i s postoupenými restitučními pohledávkami vůči státu, ukázat si na konkrétní státní zemědělský pozemek a ten přednostně získat, navíc za nízkou cenu (padesát haléřů za metr čtvereční či v řádu korun). Stačilo podat žalobu a Pozemkový fond pozemek preventivně převedl ve zvláštním/mimořádném zrychleném režimu. Rozhodnutí Prezidia platilo až do zrušení (30. června 2005) velmi krátce, ale v červnu 2005 bylo vydáno asi 600 hektarů vesměs lukrativních pozemků v Praze i na dalších místech v ČR (Brno, Jindřichohradecko, Tachovsko, Krkonoše, Žďár nad Sázavou, Měřín). Standardně Pozemkový fond nabízel restituentům náhradní pozemky formou veřejných nabídek.

## Kontroverze
Zrušení pozemkového fondu navrhovalo Ministerstvo financí ČR již v roce 2003 v rámci reformy veřejných financí současně se zrušením Fondu národního majetku a České konsolidační agentury, protože všechny tři tyto instituce byly určeny pro specifický účel v rámci transformačního procesu. Vláda tehdy na základě žádosti ministra zemědělství Jaroslava Palase rozhodla o prodloužení činnosti pozemkového fondu do konce roku 2009. Ministr zemědělství a zároveň předseda prezidia fondu Petr Gandalovič v lednu 2008 označil skončení činnosti fondu v roce 2009 za nereálné, navrhl prodloužení jeho činnosti do konce roku 2012 a namísto jeho zániku jen jeho transformaci v novou, menší instituci.